# Diocese de Brejo
A Diocese de Brejo (Dioecesis Breiensis), é uma circunscrição eclesiástica da Igreja Católica Apostólica Romana no Brasil, criada no dia 14 de setembro de 1971. É presidida por Dom José Valdeci Santos Mendes.

## Administração local
|                 | Nome                            | Período    | Notas  |
| Bispos          | Bispos                          | Bispos     | Bispos |
| --------------- | ------------------------------- | ---------- | ------ |
| 3º              | José Valdeci Santos Mendes      | 2010-atual |        |
| 2º              | Valter Carrijo, S.D.S.          | 1991-2010  |        |
| 1º              | Afonso de Oliveira Lima, S.D.S. | 1971-1991  |        |
| Bispo-coadjutor |                                 |            |        |
|                 | Valter Carrijo, S.D.S.          | 1989-1991  |        |